# Sarhala
Sarhala  è una città, sottoprefettura e comune della Costa d'Avorio, situata nel dipartimento di Mankono. Conta una popolazione di 38 207 abitanti (censimento 2014).